# Palazzo Sampieri Talon
Il Palazzo Sampieri o Casa Sampieri, poi Palazzo Sampieri Talon, è un edificio storico situato in strada Maggiore 24, nel centro di Bologna, in Emilia-Romagna. Leggermente rientrato rispetto agli altri edifici dello stesso lato della strada, si trova di fronte al portico di Casa Isolani e all'ingresso della Corte Isolani.
Conserva in tre sale del pianterreno, entro raffinate cornici di Gabriele Fiorini, affreschi sulle volte dei soffitti e sui camini di Annibale, Agostino e Ludovico Carracci, raffiguranti il Mito di Ercole (1593-94); e in un'altra sala attigua si trova un affresco con l'Ercole e Anteo del Guercino.
Il palazzo è stato di proprietà dei Sampieri del ramo da San Michele, poi di Francesco Sampieri e Anna De Gregorio che vi animava un salotto letterario celebre in città.

## Galleria d'immagini

Cortile e affreschi di Palazzo Sampieri
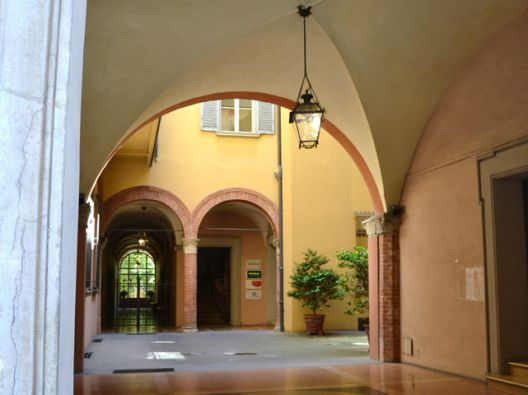
Atrio e cortile
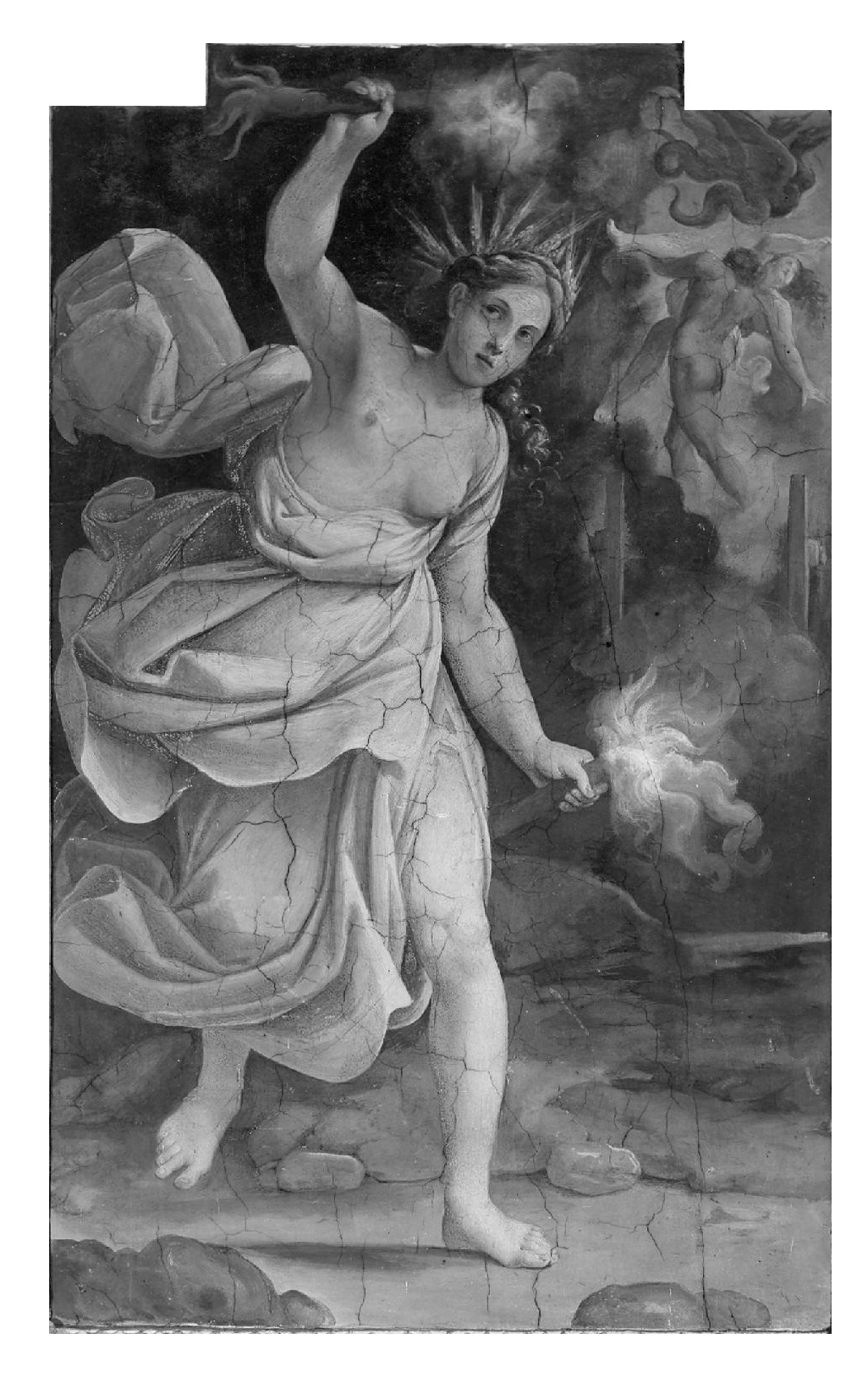
Cerere alla ricerca di Proserpina
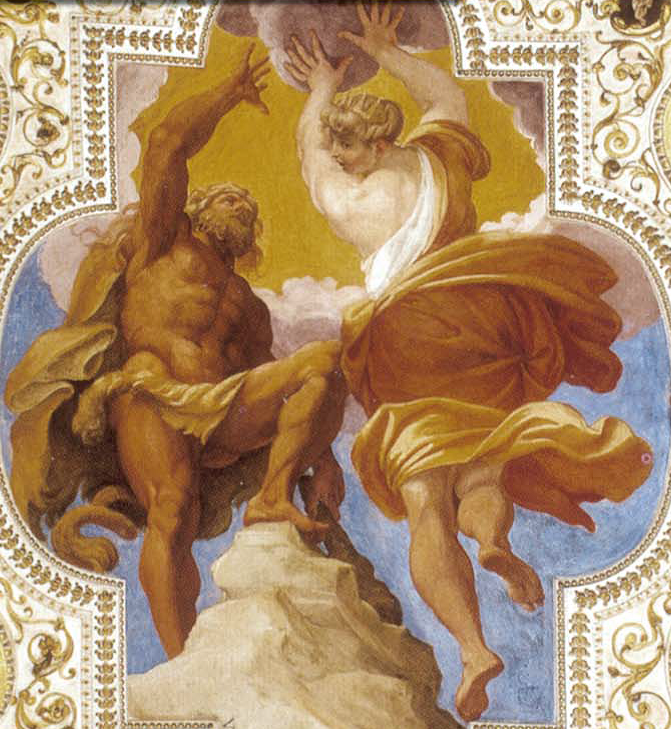
Ercole guidato dalla Virtù di Annibale Carracci